# Megalonema xanthum
Megalonema xanthum es una especie de pez de la familia Pimelodidae en el orden de los Siluriformes.

## Morfología
Los machos pueden llegar alcanzar los 15,9 cm de longitud total.
- Número de  vértebras: 45-48.[2][3]

## Hábitat
Es un pez de agua dulce. y de clima tropical.

## Distribución geográfica
Se encuentran en Sudamérica: es una especie endèmica de la  cuenca del río Magdalena (Colombia).